# Stanisław Reymer-Krzywicki
Stanisław Piotr Reymer-Krzywicki (Rejmer-Krzywicki) (ur. 1 listopada 1911 we Lwowie, zm. 1963 w Montrealu) – Kapitan pilot magister Polskich Sił Powietrznych w Wielkiej Brytanii. 

## Życiorys
Na stopień podporucznika został mianowany ze starszeństwem z 1 stycznia 1937 i 45. lokatą w korpusie oficerów rezerwy lotnictwa.
W RAF otrzymał numer służbowy P-0537. Początkowo służył w 151 Dywizjonie RAF, 10 czerwca 1941 roku został przeniesiony do 23 Dywizjonu RAF. Od 1 października 1942 roku służył w 51 OTU jako instruktor. Odkomenderowany z RAF do RAFFC (45 Grupa Transportowa w Dorvalu) latał w "Moście Atlantyckim" do 1944 r. Wrócił do RAF i 11 października 1944 r. zameldował się w 301 dywizjonie bombowym Ziemi Pomorskiej "Obrońców Warszawy" w Campo Casale (Brindisi). Latał na Liberatorach ze zrzutami do Polski, Jugosławii, Grecji i do płn. Włoch. Do Polski latał 4 razy, do Jugosławii i Grecji raz, a do Włoch 9 razy. W 301 Dyw. wylatał 93.35 godziny. Dla 301 dywizjonu dzień 28 lutego 1945 r. był ostatnim dniem operacyjnym w lotach specjalnych. Personel 301 dywizjonu przeniesiono do Wielkiej Brytanii. Dywizjon, przezbrojony na samoloty Warwick III, stał się dywizjonem transportowym z bazą w Blackbushe, Berkshire. Po wojnie Reymer-Krzywicki wyemigrował do Kanady.
Awans na porucznika otrzymał 20 marca 1941 roku, na kapitana 1 marca 1944 r. Był odznaczony czterokrotnie Krzyżem Walecznych i trzykrotnie Medalem Lotniczym. Zaliczono mu zestrzelenie jednego samolotu i uszkodzenie również jednego.
Zmarł w 1963 w Montrealu. Miejsce pochówku Pointe Claire - Cmentarz Weteranów, Montreal, QC, Kanada.